# Alef (football)
Pour les articles homonymes, voir dos Santos et Saldanha (homonymie).
Alef dos Santos Saldanha (né le 28 janvier 1995 à Nova Odessa (São Paulo) est un footballeur brésilien qui évolue au poste de milieu défensif.

## Biographie

### Carrière en club
Alef commence sa carrière footballistique dans le club de Ponte Preta, il découvre la Série A le 18 septembre 2013 à l'âge de 18 ans . Il termine sa première saison avec 15 matchs au compteur en championnat, mais il ne peut empêcher la relégation de son club à la fin de saison.
Le 22 août 2014, l'Olympique de Marseille officialise la signature d'Alef en tant que prêt avec option d'achat. Il n'est cependant utilisé qu'en équipe réserve en CFA 2 (8 matches disputés).

### Carrière en sélection
Lors de la trêve du mois de novembre Alef est sélectionné avec, son coéquipier en club, Dória pour jouer dans l'équipe espoirs du Brésil. Le 14 novembre, lors du match contre l'équipe d'Australie espoirs, Alef entre en cours de jeu .

## Palmarès
En 2014-2015, Alef est champion du groupe G de CFA 2 (5e division) avec l'équipe réserve de l'Olympique de Marseille. Il doit ce titre au fait qu'il participe à huit matchs de championnat.

## Statistiques
| Saison                | Club                          | Championnat           | Championnat | Championnat | Coupe(s) nationale(s) | Coupe(s) nationale(s) | Compétition(s) continentale(s) | Compétition(s) continentale(s) | Compétition(s) continentale(s) | Total | Total |
| Saison                | Club                          | Division              | M.          | B.          | M.                    | B.                    | Comp.                          | M.                             | B.                             | M.    | B.    |
| 2013                  | AA Ponte Preta                | Série A               | 15          | 0           | 1                     | 0                     | CS                             | 2                              | 0                              | 18    | 0     |
| 2014                  | AA Ponte Preta                | Série B               | 4           | 0           | 5                     | 0                     | -                              | -                              | -                              | 9     | 0     |
| 2014-2015             | Olympique de Marseille (prêt) | Ligue 1               | -           | -           | -                     | -                     | -                              | -                              | -                              | 0     | 0     |
| 2015-2016             | Sporting Braga                | Primeira Liga         | -           | -           | -                     | -                     | -                              | -                              | -                              | 0     | 0     |
| Total sur la carrière | Total sur la carrière         | Total sur la carrière | 19          | 0           | 6                     | 0                     | -                              | 2                              | 0                              | 27    | 0     |